# Leipzig (Saskatchewan)
Leipzig ist ein unselbständiger Weiler (Hamlet) der zur Rural Municipality of Reford No. 379, in der kanadischen Provinz Saskatchewan, gehört. Der Ort liegt 27 km südlich der Kleinstadt Wilkie am Saskatchewan Highway 657.
Bis zum 1. Februar 1984 hatte Leipzig den Status eines Dorfes. Im Ort steht das Gebäude des Leipzig Convent, der ursprünglich als Kloster und Internat erbaut wurde. Heute befindet sich dort das Prairie Sky Recovery Centre.